# Тара Драгаш
Тара Драгаш (італ. Tara Dragas; нар. 17 лютого 2007, Сан-Данієле-дель-Фріулі) — італійська гімнастка. Призерка чемпіонатів Європи.

## Біографія
Мати — Шпела Драгаш — словенсько-італійська тренер та суддя з художньої гімнастики.

### Результати на турнірах
| Рік                | Змагання         | Команда | АП |   |  |  |   |
| ------------------ | ---------------- | ------- | -- | - |  |  | - |
| Юніорські змагання |                  |         |    |   |  |  |   |
| 2022               | Чемпіонат Європи | 5       |    | 4 |  |  | 2 |
| Дорослі змагання   |                  |         |    |   |  |  |   |
| 2024               | Чемпіонат Європи | 2       |    |   |  |  |   |